# Friedrich Wilhelm Hebel

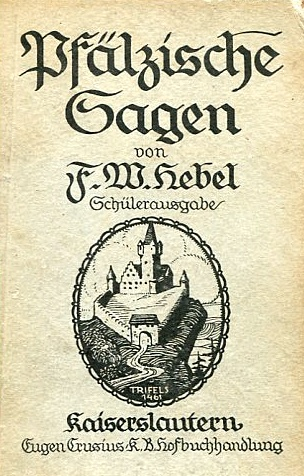
Schulausgabe der Pfälzischen Sagen, 1906

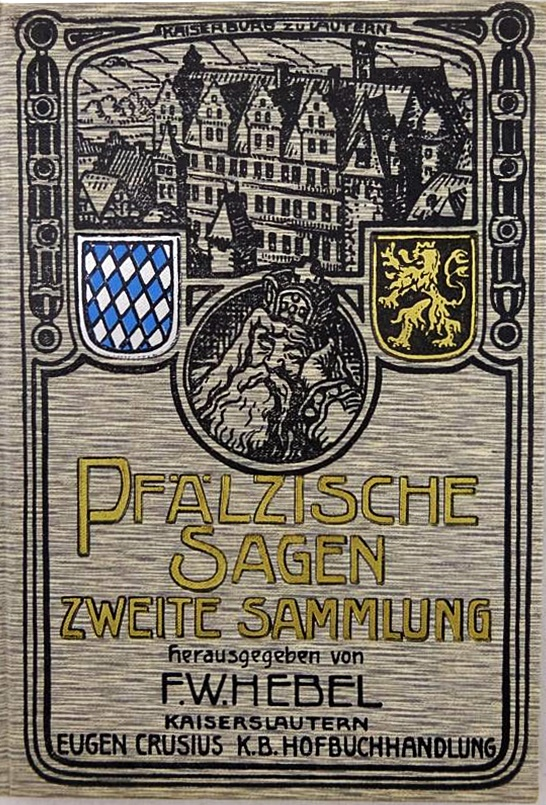
Pfälzische Sagensammlung, 2. Band, 1908

Friedrich Wilhelm Hebel (* 24. Februar 1875 in Rothselberg, Pfalz (Bayern); † 6. Juni 1931 in Kaiserslautern) war ein deutscher Pädagoge und Autor, der sich um die Sammlung und Veröffentlichung pfälzischer Sagen verdient machte.  

## Leben
Er war der Sohn eines Landwirtes und besuchte die Lehrer-Präparandenschule Kusel sowie das Lehrerseminar Kaiserslautern, das er 1894 absolvierte. 
Danach unterrichtete Friedrich Wilhelm Hebel in der damals zu Bayern gehörenden Rheinpfalz, an den Schulen von Dansenberg, Odenbach und ab 1897 in Kaiserslautern. 1923 wurde er Bezirksschulrat für den Bereich Kaiserslautern-Land.

## Werk

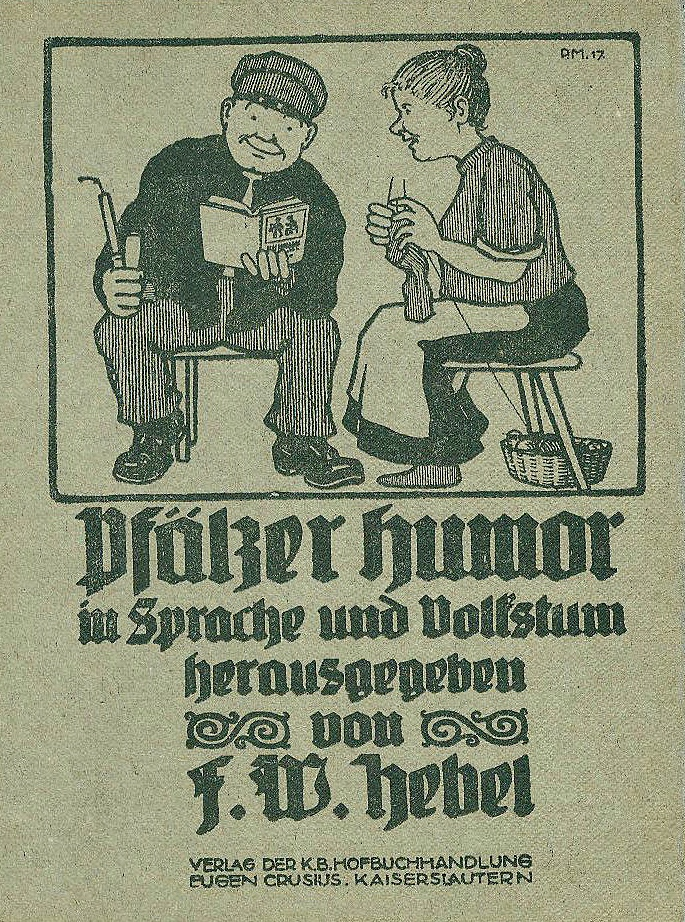
Buchcover „Pfälzer Humor in Sprache und Volkstum“, 1917

Hebel interessierte sich für Sagen und Volkskunde seiner Heimat. Auch durch seine Erfahrungen im Unterricht wurde ihm bewusst, dass es keine Sagensammlung der Region gab. So begann er die Sagen der Pfalz und der angrenzenden Gebiete zu ergründen und zu sammeln, wozu er eine umfangreiche Korrespondenz mit vielen Pfarrern und Lehrern führte. 1906 verausgabte er seine erste Sammlung „Pfälzische Sagen“, 1908 den zweiten Band und 1912 das „Pfälzische Sagenbuch“ mit rund 300 Einzelgeschichten. 1930 erschien ein weiterer Band mit dem Titel „Pfälzische Sagen: Neue Folge“, illustriert von Adolf Kessler (1890–1974). Die Bücher wurden zu Standardwerken mit diversen Auflagen. 1958 und 1968 publizierte man die „Pfälzischen Sagen“, als Auswahl aus den vorherigen Bänden, in Neuauflage; 2006 auch das „Pfälzische Sagenbuch“. Das Bayerische Kultusministerium empfahl das Werk „Pfälzische Sagen“ 1906 ausdrücklich für die Schule und ließ dafür eine spezielle Ausgabe auflegen.      
Aufgrund seiner herausgegebenen Sagensammlungen nennt man Friedrich Wilhelm Hebel auch den „Pfälzer Grimm“. Im Nachwort zur Neuausgabe des Pfälzischen Sagenbuches schreibt Karlheinz Schauder 2006: „Hebel hat mit seiner Sammlung der gesamten Pfalz einen unschätzbaren Dienst erwiesen.“
Hebel selbst bekundete 1912, im Vorwort zu seinem „Pfälzischen Sagenbuch“, er wolle damit „dem Pfälzer Volke, insbesondere der pfälzischen Jugend dienen, das Gefühl der Heimatliebe stärken und das Verständnis für die ältesten Regungen der Volksseele wecken und vertiefen.“
Ein weiteres Werk war 1917 seine Sammlung von heimatlichen Redensarten, Sprichwörtern und Anekdoten unter dem Titel „Pfälzer Humor in Sprache und Volkstum“.